# Òrbita de Liapunov
En astrodinàmica, una òrbita de Liapunov és una trajectòria plana i periòdica que un cos pot seguir al voltant d'un punt de Lagrange. L'òrbita de Liapunov està continguda en el pla orbital dels dos cossos. Aquest tipus d'òrbites formen part d'un conjunt més gran d'òrbites al voltant de punts de Lagrange entre les quals s'inclouen les òrbites d'halo i les òrbites de Lissajous. Les òrbites al voltant dels punts de Lagrange es representen generalment en un sistema sinòdic. En aquest sistema de coordenades les òrbites de Liapunov resulten de la interacció entre les forces gravitatòries dels dos cossos i les forces inercials centrífuga i de Coriolis.